# میریسه
میریسه، روستایی از توابع بخش کوار شهرستان شیراز در استان فارس ایران است.

## جمعیت
این روستا در دهستان فرمشکان قرار دارد و براساس سرشماری مرکز آمار ایران در سال ۱۳۸۵، جمعیت آن ۲۰۹ نفر (۵۲خانوار) بوده‌است.